# 1258 Sicilia
1258 Sicilia (1932 PG) là một tiểu hành tinh vành đai chính được phát hiện ngày 8 tháng 8 năm 1932 bởi K. Reinmuth ở Heidelberg. Nó được đặt theo tên the Latin name of the island thuộc Sicilia.